# 马克斯·沙赫特曼
马克斯·沙赫特曼（英語：Max Shachtman；1904年9月10日—1972年11月4日）是一个美国马克思主义理论家。他出生于波兰华沙的一个犹太人家庭。他曾是列夫·托洛茨基的助手。1940年4月，沙赫特曼带领大约一半党员退出美国社会主义工人党，与第四国际决裂，另组工人党，并发展了“第三阵营”理论，相关思想后来被称作沙赫特曼主义。1949年，工人党改名为独立社会主义联盟。1958年，独立社会主义联盟解散，其成员转而加入美国社会党。在沙赫特曼派的积极参与下，社会党在新左翼和民权运动的早期活动中发挥了积极的作用。1972年11月4日，沙赫特曼因冠狀動脈衰竭在纽约花卉公园村去世。